# Gare de Kobe
La gare de Kobe (神戸駅, Kōbe-eki) est une gare ferroviaire localisée dans la ville de Kobe, dans la préfecture de Hyōgo au Japon. La gare est exploitée par la compagnie JR West, sur la ligne Sanyō ・ Tōkaidō (ligne JR Kobe). La gare de Kobe marque également la fin de la ligne Tōkaidō et le début de la ligne Sanyō. Le numéro de gare est JR-A63.

## Situation ferroviaire
Établie à 6 mètres d'altitude, la gare de Kobe est située au point kilométrique (PK) 589.5 de la ligne principale Tōkaidō et au PK 0.0 de la ligne Sanyō.

## Histoire
C'est le 11 mai 1874 que la gare est inaugurée par la Japanese National Railways. Le 17 janvier 1995, la gare est fermée à cause du séisme de 1995 à Kobe. En 2003, la carte ICOCA devient utilisable en gare.
En 2015, la fréquentation journalière de la gare était de  70 204 personnes
| 2010   | 2011   | 2012   | 2013   | 2014   | 2015   |
| 68 002 | 67 562 | 66 935 | 70 579 | 68 947 | 70 204 |

## Service des voyageurs

### Accueil
La gare dispose d'un guichet, ouvert tous les jours de 5 h 30 à 23 h, de billetterie automatique verte pour l'achat de titres de transport pour shinkansen et train express. la carte ICOCA est également possible pour l’accès aux portillon  d’accès aux quais.
La gare possède également un coin pour les consignes automatique et un bureau de location de voitures..

### Desserte
La gare de Kobe est une gare disposant de trois quais et de cinq voies. La voie 1 sert de voie de garage, mais le matin, elle est utilisée par les trains Rapid Service. La voie 2 est utilisée par les trains Super Rapid Service et les trains Express Hamakaze. Les voies 3 et 4 sont destinées aux trains local et Rapid Service. La voie 5 sert principalement aux trains Super Rapid Service et les trains Express Hamakaze.
| N° de voie | Ligne     | Direction                    |
| ---------- | --------- | ---------------------------- |
| 1・2       | A JR Kōbe | Sanomiya - Amagasaki - Ōsaka |
| 3・4・5    | A JR Kōbe | Nishi-Akashi - Himeji        |

Installations et desserte
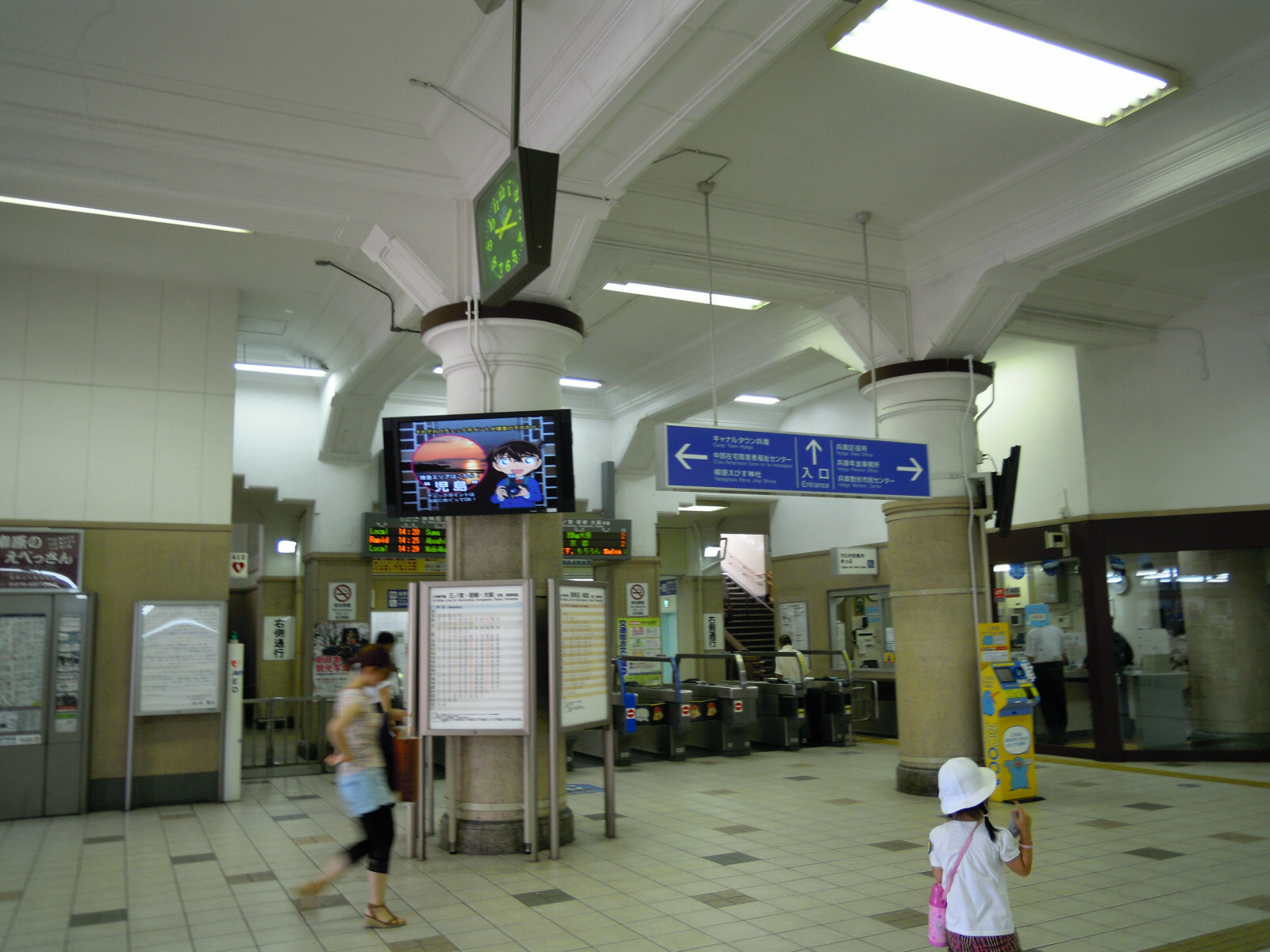
Portillon d’accès principaux pour les quais.
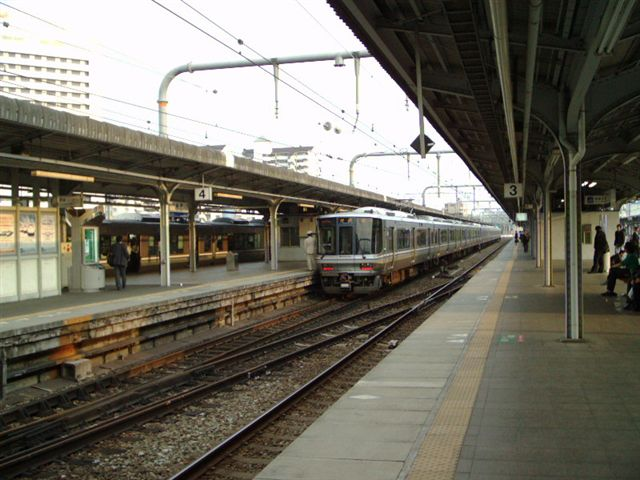
Voies et quais sur la ligne JR Kobe.
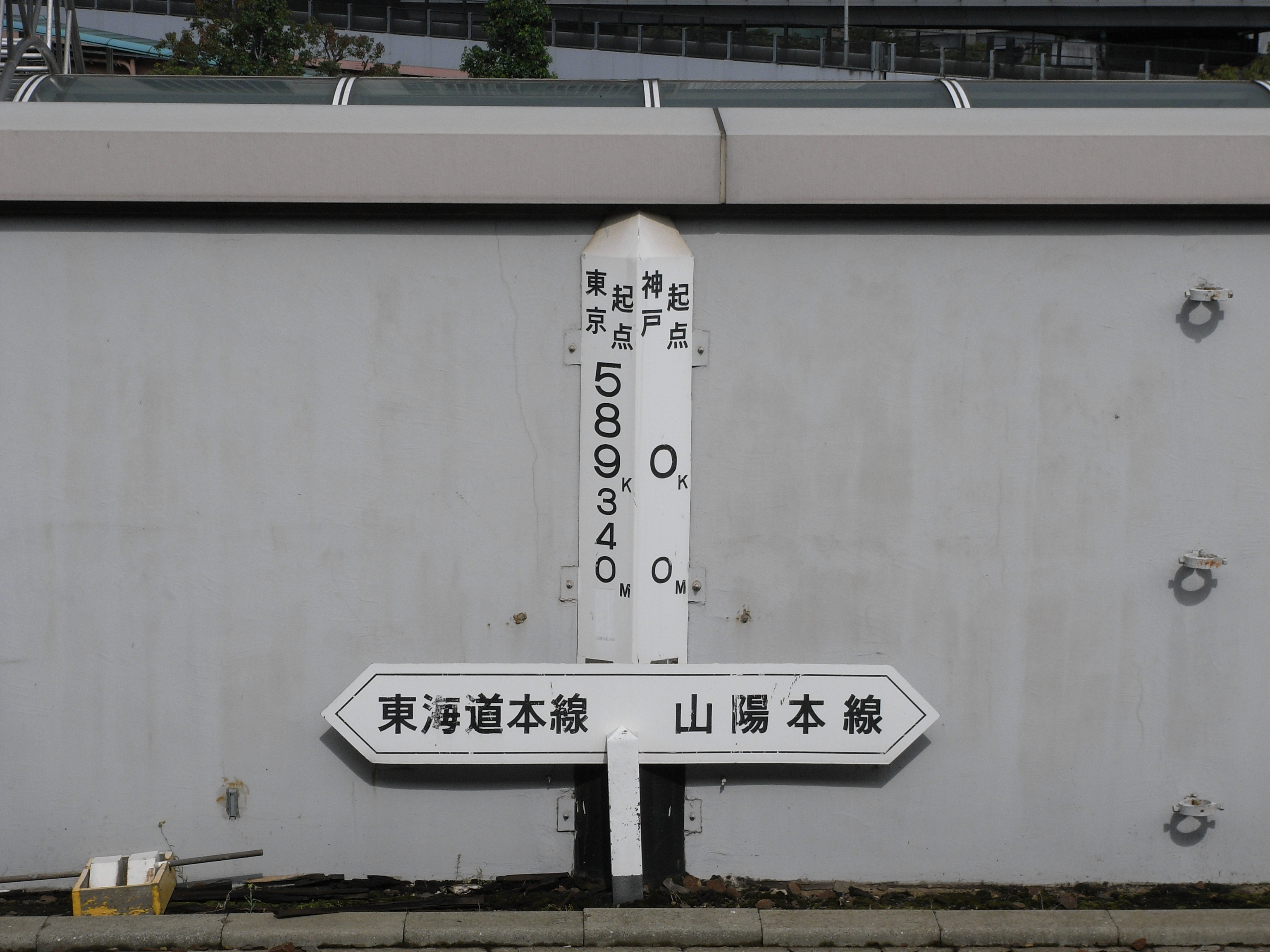
Panneau de partage des lignes entre Tōkaidō et Sanyō.

### Intermodalité

#### Métro / Train
| Station / Gare | Ligne  | Exploitant              | Distance du site |
| -------------- | ------ | ----------------------- | ---------------- |
| Harborland     | Kaigan | Métro municipal de Kobe | 220m             |
| Kōsoku Kōbe    | Tōzai  | Hankyu / Hanshin        | 270m             |

#### Bus
Des bus de ville desservent la gare.

### Site d’intérêt
- Le sanctuaire shinto Minatogawa-jinja
- La bibliothèque municipale de Kobe
- La zone commerciale Harborland où se trouve notamment la Tour de Kobe